# Втрати 200-ї окремої мотострілецької бригади (РФ)
У статті наведено подробиці втрат 200-ї окремої мотострілецької бригади Збройних сил РФ у різних військових конфліктах.

## Російсько-українська війна
| п/п | Прізвище, ім'я, по-батькові                                                | Звання                                                                     | Дата народження | Дата смерті   | Місце смерті       |
| --- | -------------------------------------------------------------------------- | -------------------------------------------------------------------------- | --------------- | ------------- | ------------------ |
| 1.  | Трундаєв Євген Валентинович (рос. Трундаев Евгений Валентинович)           | старший лейтенант                                                          | 27.09.1986      | 15.10.2014    | Сміле              |
| 2.  | Красилов Микола Михайлович (рос. Красилов Николай Михайлович)              | майор                                                                      | 9.10.1982       | 04.08.2016    |                    |
| 3.  | Кузьменко Георгій Олегович (рос. Кузьменко Георгий Олегович)               | старший лейтенант                                                          |                 | 25.02.2022    | Харківська область |
| 4.  | Кузнєцов Дмитро Олегович (рос. Кузнецов Дмитрий Олегович)                  | старший лейтенант                                                          | 27.11.1996      | 02.03.2022    | поблизу м. Харків  |
| 5.  | Хамітов Динар Захарійович (рос. Хамитов Динар Захарьевич)                  | підполковник                                                               | 8.10.1980       | 23.03.2022    | Харківська область |
| 6.  | Хмельов Павло Андрійович (рос. Хмелев Павел Андреевич)                     | старший сержант                                                            | 20.05.1993      | 23.04.2022    |                    |
| 7.  | Брюшинін Артем Олексійович (рос. Брюшинин Артём Алексеевич)                | сержант                                                                    | 26.071993       | 05.05.2022    |                    |
| 8.  | Бірюков Андрій Владиславович (рос. Брюшинин Артём Алексеевич)              | старший лейтенант                                                          | 08.03.1997      | 05.05.2022    |                    |
| 9.  | Абакумов Сергій Петрович (рос. Абакумов Сергей Петрович)                   | сержант                                                                    | 30.08.1995      | 10.05.2022    |                    |
| 10. | Беланчик Максим Олександрович (рос. Беланчик Максим Александрович)         | старший лейтенант                                                          | 23.04.1996      | 13.05.2022    |                    |
| 11. | Лоскутов Олександр Валерійович (рос. Лоскутов Александр Валерьвеич)        | молодший сержант                                                           | 11.09.1996      | 13.05.2022    |                    |
| 12. | Лоскутов Філіп Валерійович (рос. Лоскутов Филипп Валерьвеич)               | єфрейтор                                                                   | 14.04.2000      | 13.05.2022    |                    |
| 13. | Осташов Олексій Олександрович (рос. Осташов Алексей Александрович)         | головний старшина                                                          |                 | до 17.05.2022 |                    |
| 14. | Пушкарьов Олександр (рос. Пушкарёв Александр)                              | сержант                                                                    | 1981            | 17.05.2022    |                    |
| 15. | Хорушко Кирило Антонович (рос. Хорушко Кирилл Антонович)                   | ???/розвідник-гранатометник                                                | 23.04.2022      | 17.05.2022    |                    |
| 16. | Жигалов Артур Валентович (рос. Жигалов Артур Валентович)                   | сержант                                                                    | 18.07.1990      | 19.05.2022    |                    |
| 17. | Фєдосєєв Антон (рос. Федосеев Антон)                                       |                                                                            |                 | до 25.05.2022 | Харківська область |
| 18. | Спірін Андрій Олександрович (рос. Спирин Андрей Александрович)             | майор                                                                      | 29.04.1983      | 13.06.2022    | Харківська область |
| 19. | Козловський Євген Валерійович (рос. Козловский Евгений Валерьевич)         | капітан                                                                    | 30.05.1988      | 29.06.2022    |                    |
| 20. | Галагольцев Єгор Васильович (рос. Галагольцев Егор Васильевич)             | єфрейтор                                                                   | 03.12.1999      | 05.08.2022    |                    |
| 21. | Власенков Олександр Олександрович (рос. Власенков Александр Александрович) | єфрейтор                                                                   | 12.03.1998      | 02.09.2022    |                    |
| 22. | Телетнєв Єгор Євгенович рос. Телетнев Егор Евгеньевич                      | єфрейтор, старший наводчик гранатометного відділення гранатометного взводу | 07.07.2000      | до 09.09.2022 |                    |
| 23. | Стєшков Борис Володимирович (рос. Стешков Борис Владимирович)              | ???/командир роти                                                          | 06.08.1992      | 22.09.2022    | Харківська область |
| 24. | Ричагов Антон Сергійович (рос. Рычагов Андрей Сергеевич)                   | старший лейтенант                                                          | 03.03.1997      | 25.09.2022    |                    |
| 25. | Матевосян Хачатур Араїкович (рос. Матевосян Хачатур Араикович)             | старший лейтенант                                                          | 01.02.1996      | 30.09.2022    |                    |
| 26. | Данильченко Микола Іванович (рос. Данильченко Николай Иванович)            | лейтенант                                                                  |                 | до 05.10.2022 |                    |
| 27. | Кожушко Ігор Володимирович (рос. Кожушко Игорь Владимирович)               | молодший сержант                                                           | 29.06.1991      | 01.11.2022    |                    |
| 28. | Мішин Олексій Анатолійович (рос. Мишин Алексей Анатольевич)                | майор                                                                      | 02.03.1986      | 15.01.2023    |                    |
| 29. | Верещагін Олексій Ігорович (рос. Верещагин Алексей Игоревич)               | молодший сержант                                                           | 31.08.1989      | 12.03.2023    |                    |
| 30. | Тинянських Павло Борисович (рос. Тынянских Павел Борисович)                | молодший сержант                                                           | 17.04.1991      | 13.03.2023    |                    |
| 31. | Мельцаєв Денис Аркадійович (рос. Мельцаев Денис Аркадьевич)                |                                                                            | 17.05.1978      | 20.03.2023    |                    |
| 32. | Блохін Олексій Юрійович (рос. Блохин Алексей Юрьевич)                      | молодший сержант                                                           | 03.07.1991      | 27.01.2024    |                    |
| 33. | Ромашко Максим Михайлович (рос. Ромашко Максим Михайлович)                 |                                                                            | 11.08.1984      | 31.01.2024    |                    |
| 34. | Анухін Сергій Сергійович (рос. Анухин Сергей Сергеевич)                    | лейтенант                                                                  | 23.06.1991      | 14.06.2024    |                    |